# Русинов, Михаил Михайлович
Михаи́л Миха́йлович Руси́нов (1909—2004) — советский и российский учёный-оптик, основатель научной школы вычислительной оптики в СССР. Автор множества открытий в области оптики: явления аберрационного виньетирования (1938); явления разрушения центра проекции (1957), ставшего основой инженерной фотограмметрии; явления существования аберраций второго порядка (1986), которое коренным образом изменило представление об аберрациях оптических систем, сохранявшееся в науке около 150 лет. 

## Биография
М. М. Русинов родился в семье преподавателя математики научных классов Санкт-Петербургской Консерватории Михаила Николаевича Русинова. Его мать Евдокия Васильевна Русинова окончила Консерваторию по классу фортепиано у А. Г. Рубинштейна. В гостях у Русиновых бывали знаменитые русские композиторы Н. А. Римский-Корсаков и А. К. Глазунов. От матери Михаил Русинов унаследовал любовь к музыке, впоследствии он сочинял вальсы.
В 1917—1920 годах он учился в трудовой школе, а в 1921 году поступил в Ремесленное училище, которое вскоре было преобразовано в Профшколу точной механики и оптики, затем в 1923 году в Техникум, а в 1930 году — в ЛИТМО. После техникума в возрасте 18 лет Русинов поступил на ЛОМО оптиком-конструктором, где занялся расчётами оптики перископов подводных лодок.
В 1929—1933 годах М. М. Русинов работал конструктором во Всесоюзном объединении оптико-механической промышленности (ВООМП), одновременно с 1931 года трудился в системе Главного управления геодезии и картографии, а в 1932—1942 годах — в Ленинградском отделении Центрального научно-исследовательского института геодезии, аэросъёмки и картографии (ЦНИИГАиК) старшим инженером, начальником лаборатории, старшим научным сотрудником.
В 1930—1935 годах был доцентом ЛИТМО и Ленинградского института инженеров Гражданского Воздушного Флота (ЛИИ ГВФ). В 1938 году М. М. Русинову без защиты диссертации была присуждена учёная степень кандидата физико-математических наук, а в 1939 году он был утверждён в учёном звании старшего научного сотрудника.
В 1941 году М. М. Русинову после защиты докторской диссертации была присуждена учёная степень доктора технических наук.
В годы Великой Отечественной войны с 1942 по 1943 год работал заместителем главного конструктора на заводе № 393 в Красногорске Московской области (ныне Красногорский завод им. С. А. Зверева). В 1943—1944 годах — профессор МВТУ имени Н. Э. Баумана. С октября 1944 года — вернулся в Ленинград научным руководителем оптико-механической лаборатории Северо-Западного Аэрогеодезического предприятия.

М. М. Русинов, фото 1946 год

В 1946 году перешёл на постоянную работу в СПб ГУ ИТМО.
Одновременно с 1958 года руководил работами по созданию широкоугольных аэрофотообъективов в Ленинградской оптической лаборатории ЦНИИГАиК имени Ф. Н. Красовского (отдел оптики и съёмки шельфа).
Деятельность М. М. Русинова связана с ЛИТМО — с момента его основания в 1930 году. Более 40 лет он возглавлял одну их кафедр оптического факультета, был научным руководителем Проблемной лаборатории, преобразованной впоследствии в отделение «Техническая оптика». С 1997 года — профессор кафедры Прикладной и компьютерной оптики.
Является автором 152 научных трудов (в том числе 18 монографий), более 320 авторских свидетельств на изобретения и 22 патентов (из них 7 патентов Российской Федерации). Известны такие его фундаментальные труды по прикладной оптике, как «Техническая оптика», «Габаритные расчеты оптических систем», «Несферические поверхности в оптике», «Инженерная фотограмметрия», «Композиция оптических систем» и др. В 1995 году вышла монография «Композиция нецентрированных оптических систем».
Мировое признание получили изобретённые М. М. Русиновым оптические системы аэрофотосъёмочных объективов «Руссар». Автор множества открытий в области оптики: явления аберрационного виньетирования (1938); явления разрушения центра проекции (1957), ставшее основой инженерной фотограмметрии; явления существования аберраций второго порядка (1986), которое коренным образом изменило представление об аберрациях оптических систем, сохранявшееся в науке около 150 лет.
Умер 29 сентября 2004 года. Похоронен на Волковском православном кладбище Санкт-Петербурга.

## Награды и премии

Объектив «Руссар МР-2»

- Международная премия имени Лосседа Французской академии наук (1972)
- Лучший изобретатель геодезии и картографии (1978)
- Почётный геодезист (1984)
- заслуженный деятель науки и техники РСФСР
- Сталинская премия III степени (14 марта 1941) — за изобретение аэрофотосъёмочных объективов «Руссар—21—22—23—24»
- Сталинская премия III степени (1949) — за создание новых образцов оптических приборов
- Сталинская премия III степени (1950) — за разработку и выпуск сверхширокоугольных мультиплексов для аэрофотосъёмок
- Государственная премия СССР (1967) — за создание, исследование и внедрение комплекса оптических систем для работы в жидких средах
- Ленинская премия (1982) — за разработку широкоугольных аэросъёмочных объективов 3, 4, 5-го поколений для картографических целей
- Золотая медаль имени С. П. Королёва — за участие в международном проекте «Вега» по телевизионной съёмке кометы Галлея
- орден Ленина
- орден Трудового Красного Знамени
- медали